# Lesní vřídlo
Lesní vřídlo je volně přístupný vodní zdroj v katastrálním území Karlovy Vary v regionu Slavkovský les, Tepelská vrchovina. Nachází se při Sovově stezce v karlovarských lázeňských lesích.

## Historie
Vývěry pramenité vody u Sovovy stezky byly v minulosti mnohokrát upravovány. Na místě dnešního Lesního vřídla býval dutý pařez, z něhož vytékal malý bezejmenný pramínek. Takováto pítka někdy časem i zanikla. Zde organizace Lázeňské lesy Karlovy Vary, jako správce lesů a tedy i příslušných vodních zdrojů, upravovala v roce 2001 studánky do použitelného stavu. Lesní vřídlo bylo takto upraveno v červenci 2001 a tehdy pramen dostal i své jméno. V roce 2007 byl prostor před vývěrem předlážděn.

## Popis
Studánka se nachází v nadmořské výšce 505 metrů nedaleko obory Linhart a pozorovací lávky u Lučních rybníků. Pramen je výše v lese a voda je do studánky svedena hadicí. Jedná se o přepad vody z lesního vodovodu směrem k Linhartu.
Studánka je udržovaná. Její voda, jakož i jiných zdrojů tohoto typu, může však být kdykoliv náhodně kontaminována, a proto není doporučována k pití.